# Химна Башкортостана
Химна Башкортостана (башк. Башҡортостан Республикаһының Дәүләт гимны, Başqortostan Respublikahınıñ Däwlät gimnı; рус. Государственный гимн Республики Башкортостан) једна је од симбола аутономне републике Башкортостан, која је део Русије. Химну је компоновао Ферит Идрисов, а званичан текст је у башкирском и руском. Текст на башкирском написали су Равил Бикбајев и Решит Шакур, а текст на руском написали су Ферит Идрисов и Светлана Чурајева. Незванично се користи од 12. октобра 1993. године, а званично од 18. септембра 2008. године. Ова химна је, чланом 112, Устава Републике Башкортостан, проглашена једним од националних симбола Башкортостана.

## Текст
| башкирска ћирилица | башкирска латиница | руски | Превод са руског |
| --- | --- | --- | --- |
| -{Башҡортостан, hин hөйөклө ғәзиз ер, Халҡыбыҙҙың изге Ватаны. Сал Уралдан ҡалҡа бар тарафҡа Тыуған илдең тыныс ал таңы}-   | -{Başqortostan, hin höyöklö ğäziz yer, Xalqıbıźźıñ izge Watanı. Sal Uraldan qalqa bar tarafqa Tıwğan ildeñ tınıs al tañı.}-    | -{Башкортостан, Отчизна дорогая, Ты для нас священная земля. С Урала солнце всходит, озаряя Наши горы, реки и поля.}-                            | -{Башкортостан, драга отаџбино, Ти си наша света земља. Са Урала сунце излази, обасјава Наше планине, реке и поља.}-                                          |
| -{Дан hиңә, Башҡортостан! Илен hөйгән азат халҡыңа дан! Рәсәй менән бөйөк берҙәмлектә Сәскә ат, Башҡортостан!}-             | -{Dan hiñä, Başqortostan! İlen höygän azat xalqıña dan! Räsäy menän böyök berźämlektä Säskä at, Başqortostan!}-                | -{Славься, наш Башкортостан! Судьбой народу ты для счастья дан! С Россией мы едины — и всегда Процветай, Башкортостан!}-                         | -{Здраво наш Башкортостан! Судбина људи која вам је дата за срећу! Са Русијом смо уједињени – и увек Процветај, Башкортостан!}-                               |
| -{Башҡортостан, hин хөрмәтле данлы ил, Еңеү яулап алға бараһың. Киләсәккә яҡты нур-моң сәсә Һинең ғорур рухлы байрағың.}-   | -{Başqortostan, hin xörmätle danlı il, Yeñew yawlap alğa barahıñ. Kiläsäkkä yaqtı nur-moñ säsä Hineñ ğorur ruxlı bayrağıñ.}-   | -{Башкортостан — ты наша честь и слава, Доброй волей, дружбой ты силен. И стяг твой реет гордо, величаво - Он свободой, братством окрылен.}-     | -{Башкортостан – ти си наша слава и част. Добра воља, пријатељство си јак. И твој застава вијори поносно, величанствено – То је слобода, братство усхићено.}- |
| -{Дан hиңә, Башҡортостан! Илен hөйгән азат халҡыңа дан! Рәсәй менән бөйөк берҙәмлектә Сәскә ат, Башҡортостан!}-             | -{Dan hiñä, Başqortostan! İlen höygän azat xalqıña dan! Räsäy menän böyök berźämlektä Säskä at, Başqortostan!}-                | -{Славься, наш Башкортостан! Судьбой народу ты для счастья дан! С Россией мы едины — и всегда Процветай, Башкортостан!}-                         | -{Здраво наш Башкортостан! Судбина људи која вам је дата за срећу! Са Русијом смо уједињени – и увек Процветај, Башкортостан!}-                               |
| -{Республикам, йондоҙ булып балҡы hин, Күкрәп йәшә, гүзәл илебеҙ. Тыуған ерҙә hүнмәҫ усағыбыҙ, Туған телдә тынмаҫ йырыбыҙ}- | -{Respublikam, yondoź bulıp balqı hin, Kükräp yäşä, güzäl ilebeź. Tıwğan yerźä hünmäś usağıbıź, Tıwğan teldä tınmaś yırıbıź.}- | -{Республика, сияй звездой прекрасной, Ты ликуй в свершеньях и трудах! Родной очаг пусть никогда не гаснет, Пусть ведут нас песни сквозь года.}- | -{Републико, заблистај као лепа звезда Радујете се достигнућима и делима! Њихово огњиште се никада неће угасити Хајде да водимо песме кроз године.}-          |
| -{Дан hиңә, Башҡортостан! Илен hөйгән азат халҡыңа дан! Рәсәй менән бөйөк берҙәмлектә Сәскә ат, Башҡортостан!}-             | -{Dan hiñä, Başqortostan! İlen höygän azat xalqıña dan! Räsäy menän böyök berźämlektä Säskä at, Başqortostan!}-                | -{Славься, наш Башкортостан! Судьбой народу ты для счастья дан! С Россией мы едины — и всегда Процветай, Башкортостан!}-                         | -{Здраво наш Башкортостан! Судбина људи која вам је дата за срећу! Са Русијом смо уједињени – и увек Процветај, Башкортостан!}-                               |